# Bernd Grimm
Bernd Grimm (* 1962 in Ellwangen (Jagst)) ist ein deutscher Diplom-Designer, Architekturmodellbauer und Künstler. Er wurde durch die Erstellung von Architekturmodellen historischer und antiker Gebäude bekannt. Zehn seiner Modelle gehören zu der Sammlung der Architekturikonen des Architekten Oswald Mathias Ungers.

## Werdegang
Bernd Grimm studierte von 1983 bis 1989 Industrial Design an der Hochschule für bildende Künste Hamburg bei Lambert Rosenbusch und machte dort seinen Abschluss als Diplom-Designer. Während seines Studiums entwickelte sich sein Interesse für das Fachgebiet der Architekturtheorie. Zusammen mit seinem Studienkollegen Jan Kraege stellte er wissenschaftliche Untersuchungen zu historischen Gebäuden wie dem Tempel Fonte di Clitunno in der Nähe von Spoleto an (1985) und fertigte ein Modell davon. Auch untersuchte er die Funktionalität des von Balthasar Neumann entwickelten Proportionalzirkels. Noch während seines Studiums beauftragte ihn das Deutsche Archäologische Institut, ein Modell des Mars-Ultor-Tempels auf dem Augustusforum in Rom zu erstellen (1987). Nach seinem Studienabschluss war Grimm von 1990 bis 2007 freier Mitarbeiter im Architekturbüro von Oswald Mathias Ungers, wo er zuständig wurde für die Erstellung von Architekturmodellen historisch bedeutsamer Gebäude. Die Idee war, eine Art „dreidimensionale Sammlung“ zu erschaffen. Im Lauf der Jahre entstanden so die zehn Architekturikonen der Sammlung Ungers, die Grimm nach intensiven Recherchen aus Alabastergips fertigte. Das Modell wird so zum hochwertigen Kulturgut.
Von 2007 bis 2020 war Bernd Grimm künstlerischer Leiter von Ungers’ Archiv für Architekturwissenschaft. Von 2012 bis 2014 war er akademischer Mitarbeiter im Atelier Gerhard Richter in Köln. Im Jahr 2015 war er Praxis-Stipendiat der Villa Massimo in Rom.

## Architekturmodelle
„Meine Modelle abstrahieren: sie zeigen keine Bauten, sondern die reine Idee.“

Architekturmodelle können verschiedene Funktionen erfüllen. An einem Entwurfsmodell kann der Architekt seine Vorstellungen auf Realisierbarkeit überprüfen. Präsentationsmodelle können bei Wettbewerben eingereicht werden, umfangreichere Modelle können zeigen, wie sich ein geplantes Bauwerk in das vorhandene Umfeld integriert. Im Bereich der Architekturtheorie finden Modelle aber auch als Lehr- und Lernmodelle Verwendung, um die Ästhetik und Konstruktion historischer Gebäude zu veranschaulichen. Grimms Werke lassen sich vor diesem Hintergrund als Modelle nach gebauten Architekturen oder Erinnerungsmodelle begreifen.
Am Anfang jedes Modellbau–Projektes von Bernd Grimm stehen wissenschaftliche Recherchen; alte Zeichnungen und Bauaufnahmen werden zu Rate gezogen und Literatur zu den jeweiligen Gebäuden wird studiert. Zumeist schließen sich daran Untersuchungen vor Ort an, so hat Grimm z. B. für das Modell des Mars-Ultor-Tempels einige Monate in Rom verbracht und den Tempel fotografiert und vermessen. Erst nach diesen umfangreichen Vorarbeiten kann er Entscheidungen darüber treffen, wie das jeweilige Modell gestaltet werden soll: „Erst einmal entwickle ich ein Denkmodell. Was ist das Grundlegende? Was trifft den Kern und das Wesenhafte eines Bauwerks am besten? Entscheidend sind immer zwei Dinge: Reduktion und Interpretation.“
Für die Darstellung des Tempietto di Bramante war zu berücksichtigen, dass ursprünglich ein kreisrunder, von Säulen umgebener Innenhof geplant war, während der Innenhof heute viereckig und ohne umgebende Säulen ist. Auch führten ursprünglich Stufen zum Tempel, so dass der Betrachter das Gebäude in Untersicht sah. Grimm gestaltete den Sockel historisch korrekt als kreisrunde Fläche und machte ihn so hoch, dass die durch die Stufen des Tempels vermittelte Untersicht auf das Gebäude sichtbar wurde. Beim Nachbau antiker Tempel wie dem Pantheon oder Parthenon waren grundsätzliche Entscheidungen darüber zu treffen, welche Phase des jeweiligen Gebäudes dargestellt werden sollte – der Idealzustand oder ein Abbild dessen, wie die Tempel heutzutage aussehen. Schließlich muss ein Maßstab ausgewählt werden, der die wesentlichen Elemente der Architektur verdeutlicht, ohne sich zu sehr in Details zu verlieren.

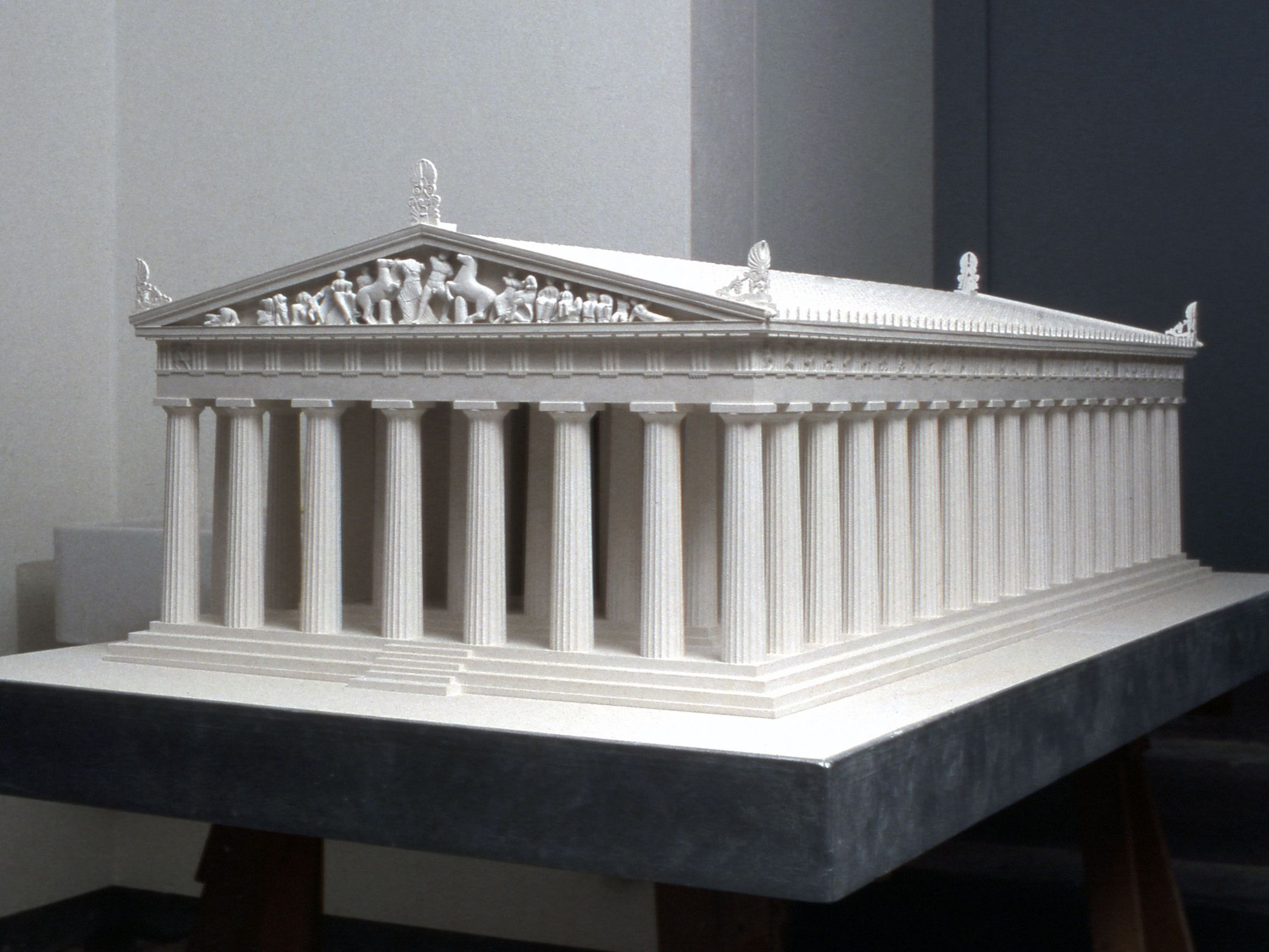
Modell des Parthenon-Tempels, Modell im Maßstab 1:50, Architekturikonen-Modell-Sammlung von Oswald Mathias Ungers, Köln
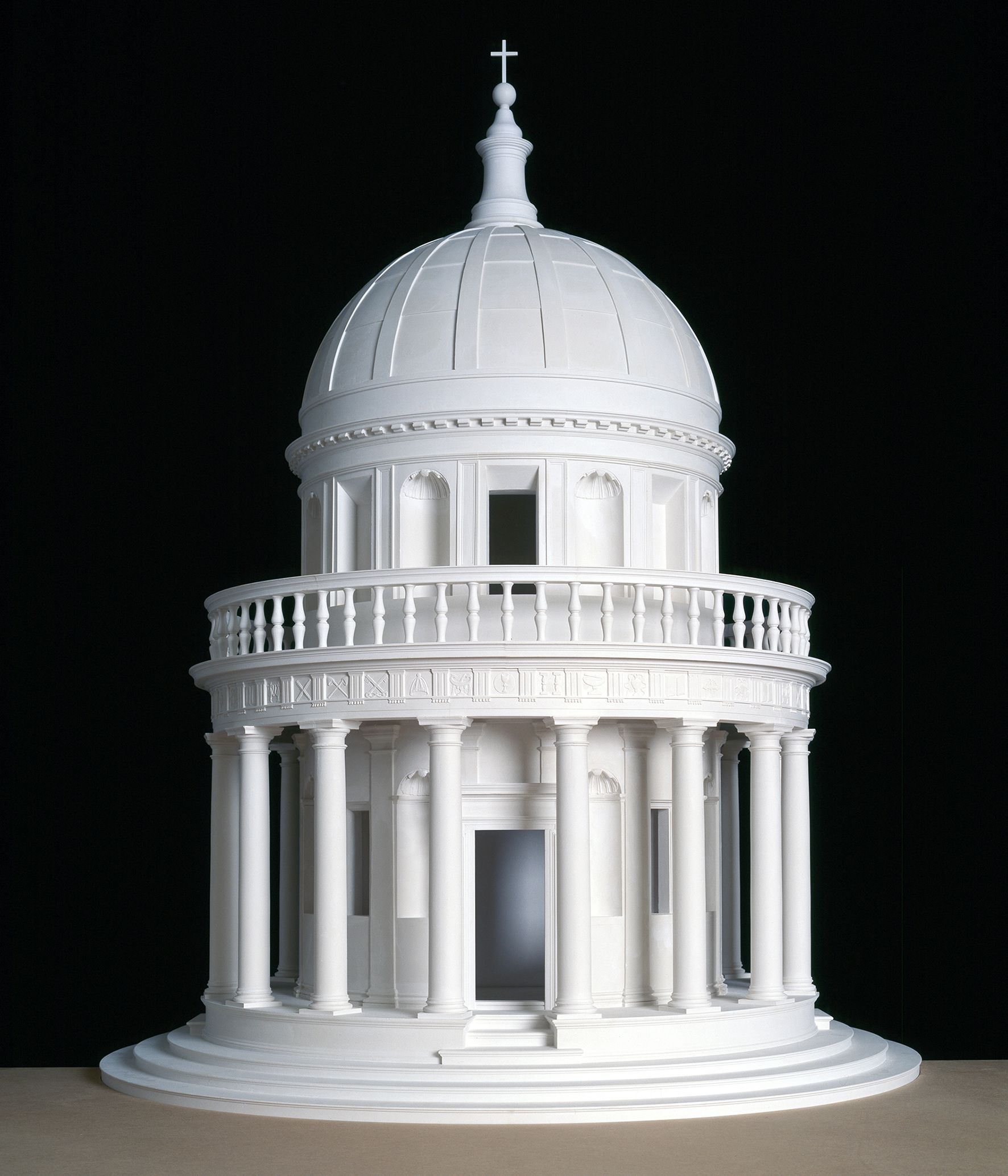
Tempietto di Bramante, Modell im Maßstab 1:15 Architekturikonen-Modell-Sammlung von Oswald Mathias Ungers, Köln
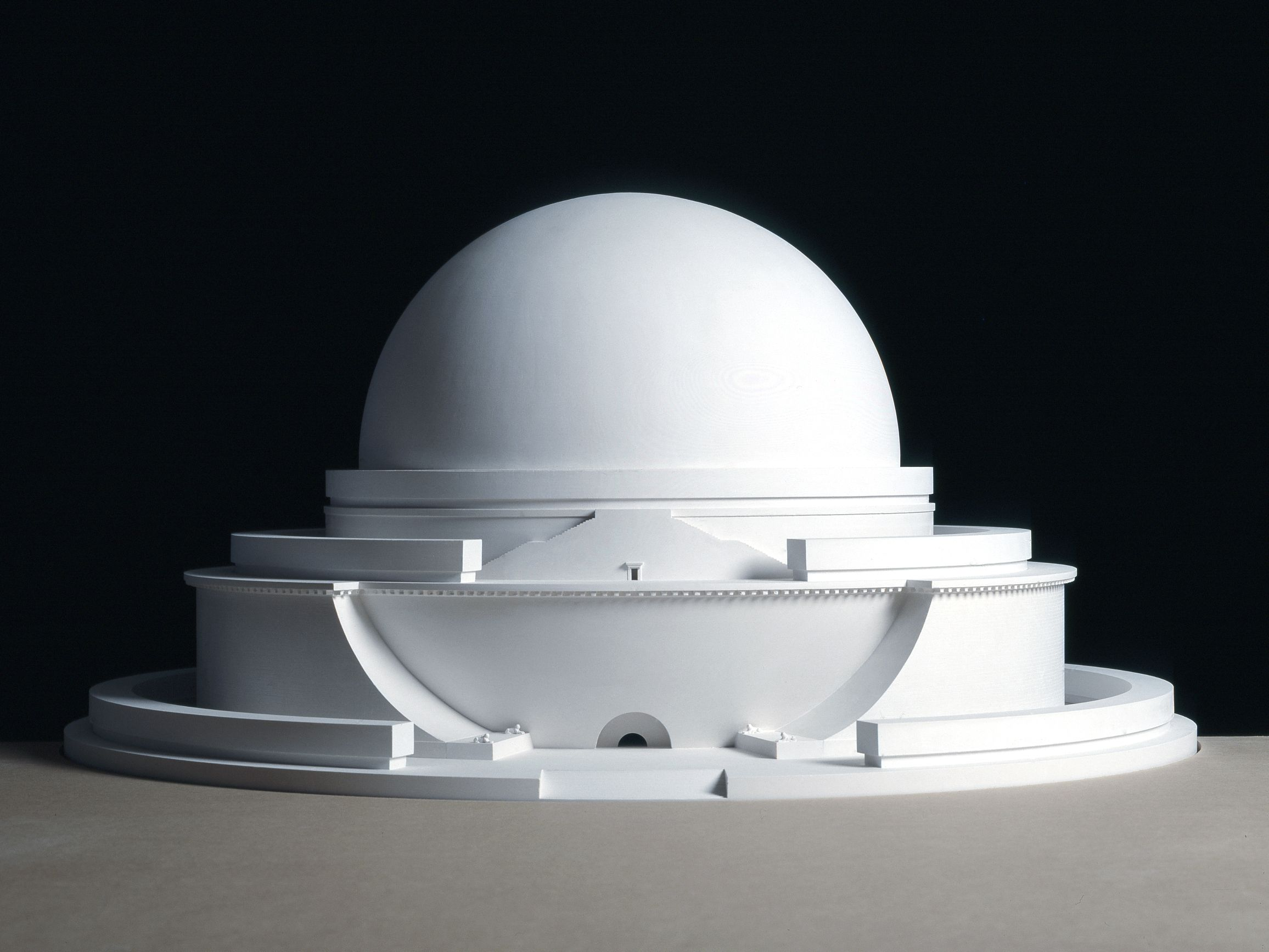
Kenotaph für Isaac Newton, Modell im Maßstab 1:400 Architekturikonen-Modell-Sammlung von Oswald Mathias Ungers, Köln

Grimm fertigt all seine Architekturmodelle in reinweißem Alabastergips, da dieses Material neutral wirkt und sich aufgrund seiner Eigenschaften für die Darstellung feiner Details gut eignet. Für wiederkehrende Gebäudeteile wie Säulen erstellt er Abgussformen aus Silikon. Auch arbeitet er mit Schablonen und entwickelt eigene Werkzeuge, falls nötig. Da Gips schwer ist, haben die Modelle eine Unterkonstruktion aus Holz. Allein für das Modell des Parthenon benötigte Grimm 200 Kilogramm Gips und über ein Jahr Bauzeit. Während man sich bei dem Wort Modell immer etwas Kleines vorstellt, sind die Werke Grimms durchaus nicht klein: So hat z. B. das Modell des Pantheon die Maße 74 × 170 × 97 cm und auch seine anderen Modellen haben ähnliche Ausmaße. „Nach langer Arbeit entsteht so eine Architektur als Skulptur, die wie antike Figuren einzigartig ist – geradeso wie die Arbeitstechniken mit Gips, die nur wenige beherrschen und viel Erfahrung voraussetzen.“ Das Magazin Architectural Digest bezeichnet Grimm dann auch in seinem Themenheft Best of Germany als den „Kölner Modell–Michelangelo“.

## Bronzereliefs im öffentlichen Raum
Seit 2011 dokumentiert Bernd Grimm mit einer Serie von sieben Bronzereliefs den Landschafts- und Strukturwandel im Kölner Stadtteil Vogelsang vom ländlichen Gebiet hin zum Gewerbe-Park „Triotop“. Auftraggeber für diese Arbeiten ist der Unternehmer Anton Bausinger (Bauunternehmen Friedrich Wassermann).  Die Bronzereliefs sind jeweils 1 × 1 Meter groß und an der Belvederebrücke in Köln aufgestellt. Im Einzelnen werden die räumlichen Situationen aus folgenden Jahren dargestellt: 1893, 1926, 1934, 1975, 2000, 2010 und 2025. Bisher (2019) sind sechs der Bronzeplastiken realisiert und können vor Ort besichtigt werden.

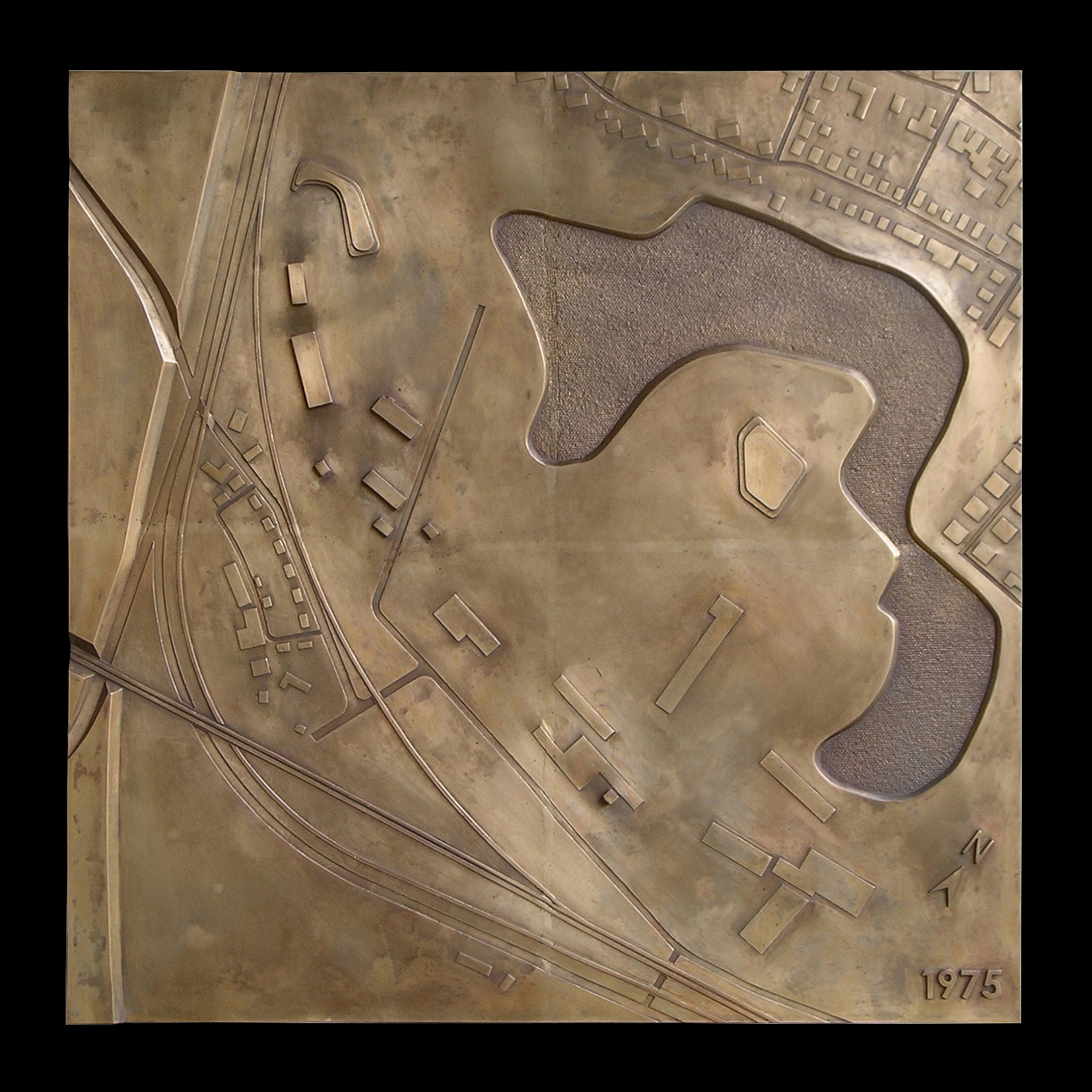
Transformationen – Die Geschichte eines Areals in Köln-Vogelsang (1893–2010), hier Darstellung der Situation 1975, Bronzerelief
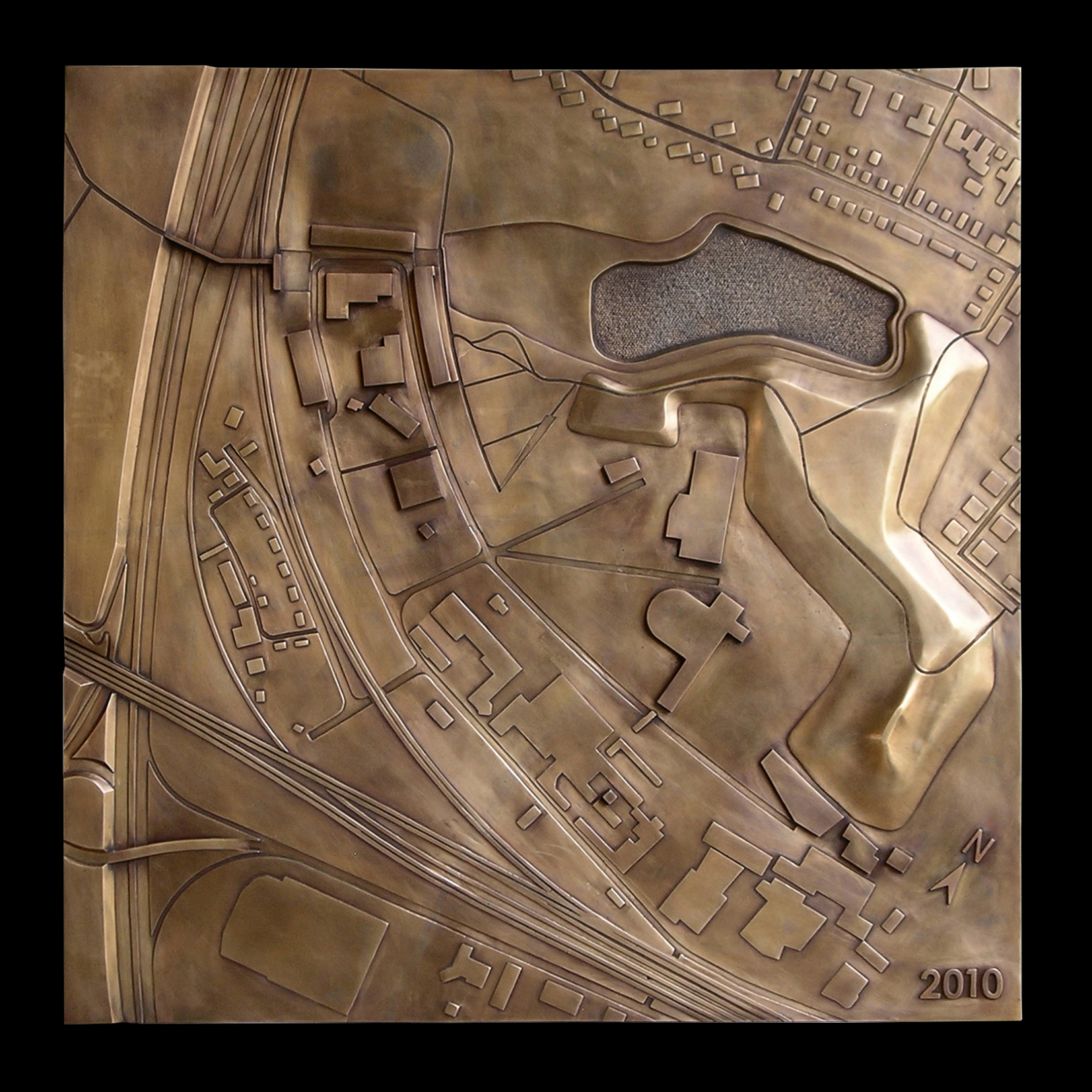
Transformationen – Die Geschichte eines Areals in Köln-Vogelsang (1893–2010), hier Darstellung der Situation 2010, Bronzerelief
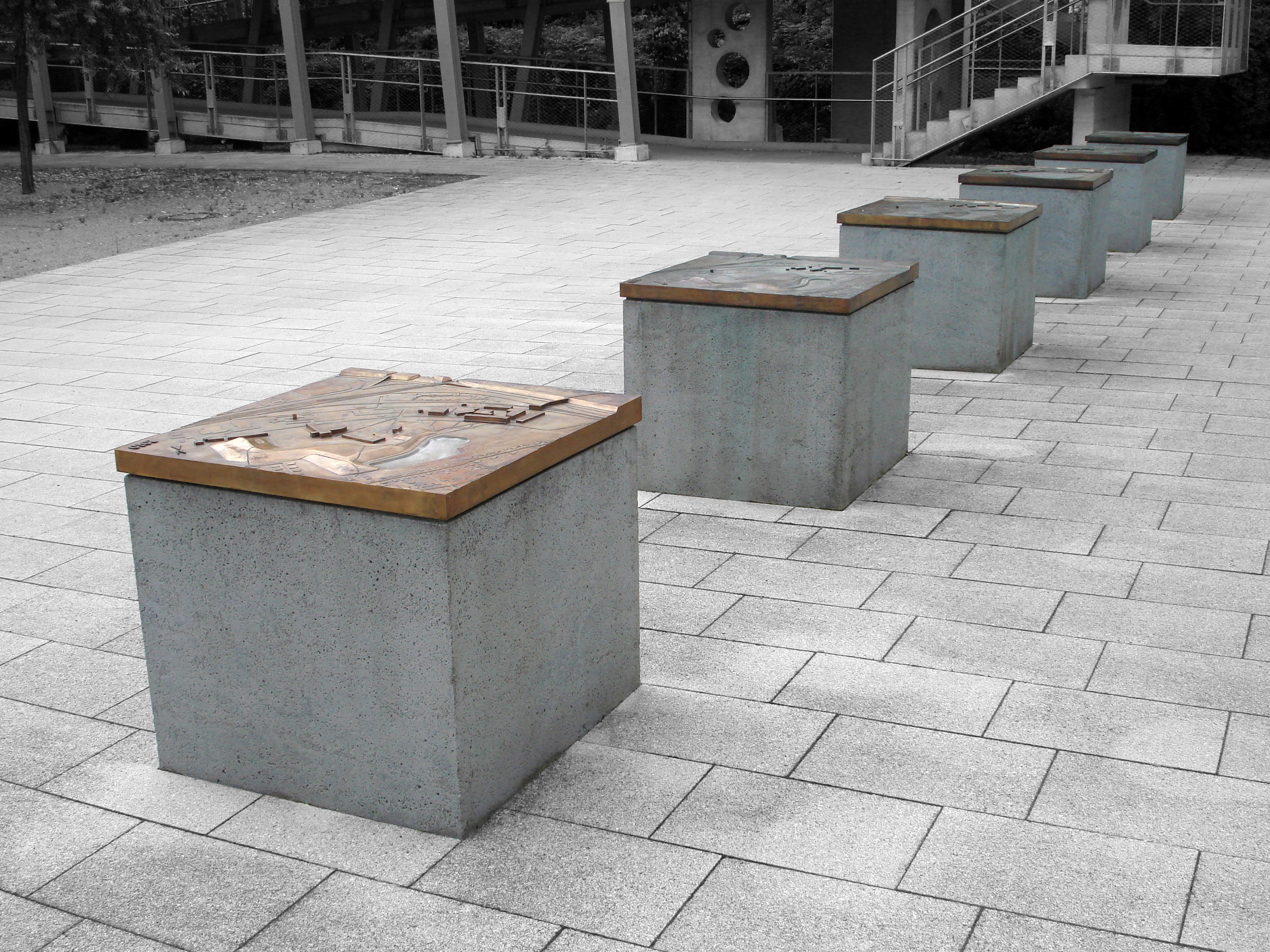
Transformationen – Die Geschichte eines Areals in Köln-Vogelsang (1893–2010), hier Gesamtansicht der bisherigen Reliefs, Bronzerelief

## Rekonstruktion „Scala del Bramante“
Während seiner Zeit als Praxis-Stipendiat der Villa Massimo in Rom 2015 befasste sich Bernd Grimm mit der Scala del Bramante des Architekten Donato Bramante, die sich im Vatikan befindet. Es handelt sich um eine Wendeltreppe, die 1512 als Verbindung des Papstpalastes mit der Stadt Rom gebaut wurde. Sie wurde als stufenlose Rampe (italienisch Rampa) angelegt, daher nennt Grimm seinen Forschungsbericht Rampa del Bramante.
Die Treppe ist in einem quadratischen Turm untergebracht und umfasst 36 Säulen verschiedenen Bautyps. Grimm bekam die Erlaubnis des Vatikans, die Treppe ausführlich zu vermessen und zu fotografieren. Im Anschluss daran erstellte er seinen Bericht. Einen Teil der Untersuchung bildete die „Entschlüsselung der mathematischen und geometrischen Grundstruktur“ der Rampe. Zudem untersuchte Grimm den strukturellen Aufbau der Säulen.
In der Antike und seit der Renaissance bildeten so genannte Säulenordnungen ein wichtiges architektonisches System mit einer Hierarchie der verschiedenen Säulenarten. Grimm fand heraus, dass sich Bramante bei der Konstruktion seiner Treppe nicht strikt an dieses System gehalten hat. Dank eines Stipendiums der Rolf-Linnenkamp-Stiftung konnte er ein dreidimensionales Modell der Treppe in Edelstahl und Birkenmultiplex im Maßstab 1:20 anfertigen.

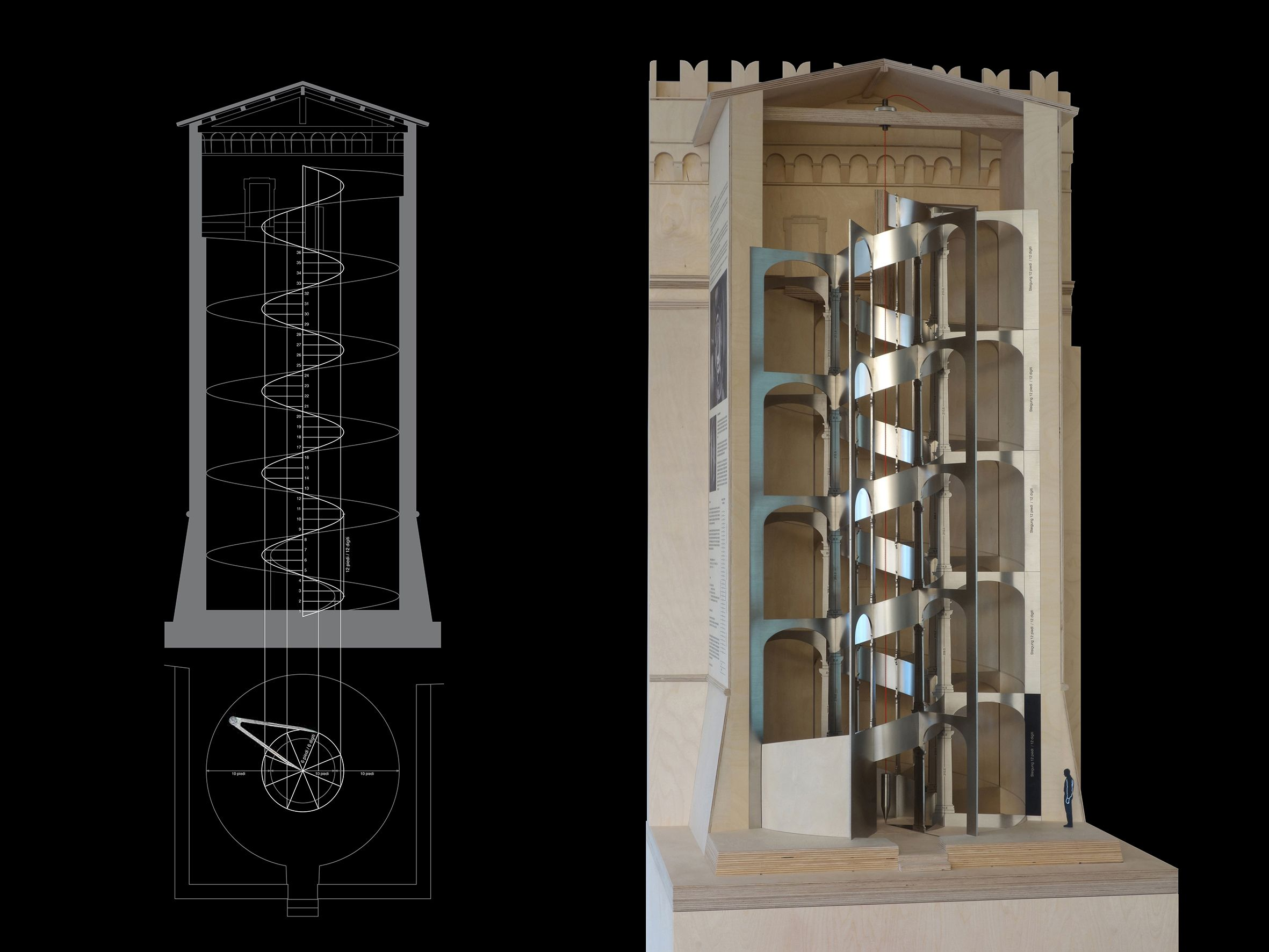
Mathematisch-geometrische Strukturanalyse der Scala del Bramante, Zeichnung und Modell im Maßstab 1:20
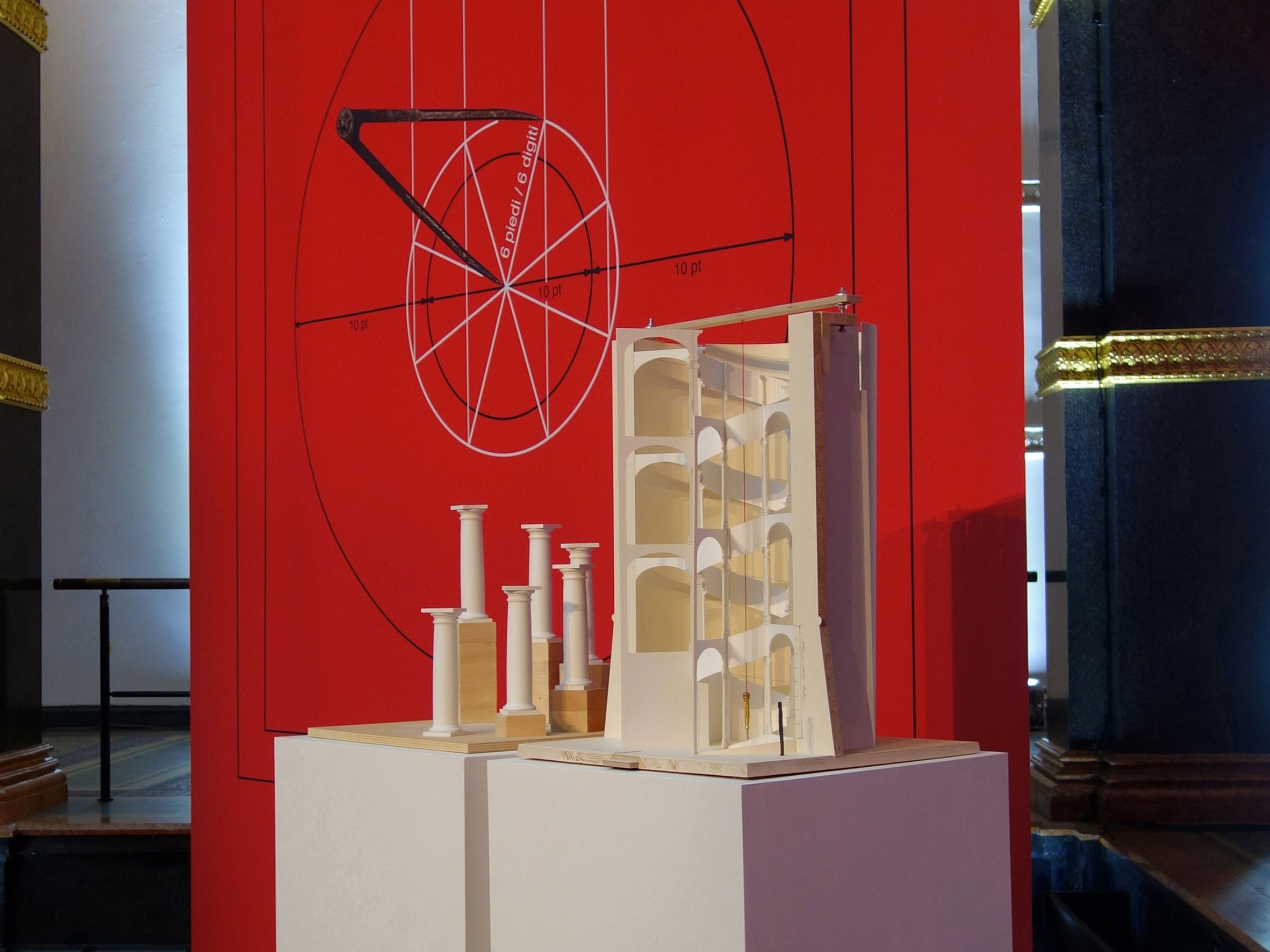
Präsentation anlässlich der Ausstellung „10 Jahre Villa Massimo im Martin-Gropius-Bau“, Berlin 2016
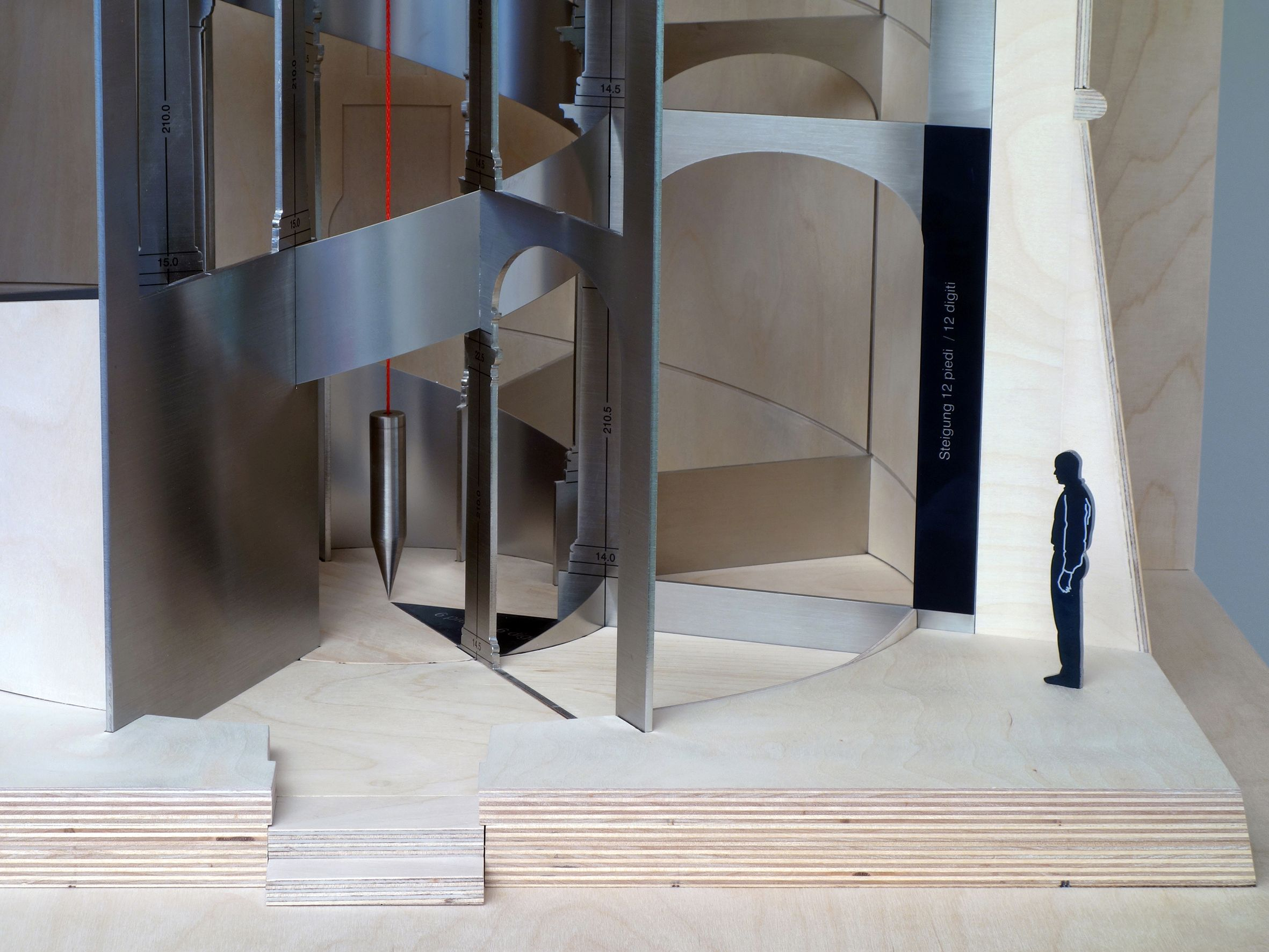
Detail des mathematisch-geometrischen Modells der Treppe

Hier wurden der Aufbau und die Struktur der Treppe dadurch verdeutlicht, dass die Säulen nur als Umrisse in Edelstahl nachgebildet wurden. Zur Vergegenwärtigung der Dimensionen des Gebäudes hat Bernd Grimm die Maße sowohl in Zentimetern als auch in piedi und digiti (alten römischen Maßeinheiten, die auch noch in der Renaissance Verwendung fanden) angegeben und kommt zu dem Resultat: „Die Rampa (Scala) del Bramante ist von einem einzigen Punkt aus konzipiert und verwirklicht. Auf der Grundlage einer einfachen geometrischen Struktur, die immer einen Bezug zum Zentrum ermöglicht, ist eine hohe Präzision in der Positionierung der Bauelemente erreicht. […] Die außergewöhnliche Qualität der Wendelrampe liegt in ihrem starken entwurflichen Kerngedanken, nämlich einfache und ideale geometrische Formen mit den Säulenordnungen, als wichtiges Element baukünstlerischer Gestaltung, zu verbinden.“

### Weitere Bauaufnahmen und Rekonstruktionen
- 1987: Perspektivische Kolonnade im Palazzo Spada Rom,[19]
- 1987: L’edicola di Leone X.,[19] Engelsburg, Rom
- 1989: Bronzeepitaph in der Basilika,[19] Ellwangen (Jagst)
- 1989–1990: Mars-Ultor-Tempel, Rom,[19] Vermessung des Kapitells
- 1995: Ursulinenkirche,[19] Köln
- 1997: Umfassungswände St. Kolumba,[19] Köln
- 2002: Schloss Putbus, Putbus, Rekonstruktion und Modell in Alabastergips,[19] Modell im Maßstab 1:50
- 2009: Santa Maria del Priorato, Rom,[20] Architekt Giovanni Battista Piranesi, Modell im Maßstab 1:50

## Architekturikonen der Sammlung Oswald Mathias Ungers
- 1993: Parthenon,[21] Athen, 447–438 v. Chr., Modell im Maßstab 1:50
- 1995: Pantheon Rom,[21] 118–128 n. Chr., Modell im Maßstab 1:50
- 2000: Cheops-Pyramide,[21] Gizeh, Fertigstellung circa 2580 v. Chr., Modell im Maßstab 1:250
- 2001: Castel del Monte von Friedrich II,[22] Apulien, 1240–1250, Modell im Maßstab 1:70
- 2001: Tempietto di Bramante,[22] Rom, 1502, Architekt: Donato Bramante, Modell im Maßstab 1:15
- 2002: Kenotaph für Isaac Newton,[21] 1784, Architekt: Étienne-Louis Boullée, Modell im Maßstab 1:400
- 2002: Casa del Fascio, Como, Architekt: Giuseppe Terragni, Modell im Maßstab 1:60
- 2003: Mausoleum von Halikarnassos,[23] Bodrum, circa 370–350 v. Chr., Modell im Maßstab 1:66
- 2004: Mausoleum des Theoderich,[22] Ravenna, circa 520 n. Chr., Modell im Maßstab 1:20
- 2005: La Rotonda (Villa Almerico Capra), Vicenza, 1565–1569 n. Chr., Architekt: Andrea Palladio, Modell im Maßstab 1:50

## Lehrtätigkeiten
- 1993–2000: Fachhochschule Köln, Fachbereich Design[24]
- 2002–2004: Hochschule für Bildende Künste Braunschweig, Fachbereich Industrial Design
- 2005: Universität Hannover, Fachbereich Architektur
- 2016: HafenCity Universität Hamburg, Summer Studio „The Rural in the City“[25]
- 2018: Hochschule für Künste Bremen, Fachbereich Integriertes Design[26]

## Ausstellungsbeteiligungen
- 1999: O. M. Ungers: Zeiträume – Architektur – Kontext,[27] Kunsthalle Köln
- 1999: Bauaufnahme Ursulinenkirche Köln, Hochschule für bildende Künste Hamburg
- 2000: Von der Renaissance zur Gegenwart,[28] Hochschule für bildende Künste Hamburg
- 2003: ZwischenRaumZeit,[29] Galerie suitcasearchitecture, Berlin
- 2003: Via Culturalis,[30] Römisch-Germanisches Museum, Köln
- 2004: ArchiSkulptur,[31] Fondation Beyeler, Basel, Schweiz
- 2006: O. M. Ungers: Kosmos der Architektur,[32] Neue Nationalgalerie, Berlin
- 2012: Das Architekturmodell – Werkzeug, Fetisch, kleine Utopie,[33] Deutsches Architekturmuseum (DAM), Frankfurt am Main
- 2015: Abschlusspräsentation der Stipendiaten, Deutsche Akademie Villa Massimo, Rom, Italien
- 2016: Das Architekturmodell – ein Medium in Theorie und Praxis, ETH Zürich, Department Architektur, Zürich, Schweiz
- 2016: 10 Jahre Villa Massimo, Vorstellung des Forschungsberichts Scala del Bramante,[34] Martin-Gropius-Bau, Berlin, Deutschland
- 2017: Globes. Architecture & Sciences explorent le monde,[35] Cité de l’architecture et du patrimoine, Paris, Frankreich